# Tennōji
Tennōji o Tennōji-ku (en japonés: 天王寺区) és un dels 24 districtes de la ciutat d'Osaka, a la prefectura d'Osaka, Japó i un antic municipi. Al districte es troben diverses atraccions turístiques i culturals com el Museu Municipal d'Art d'Osaka, el Shitennō-ji, el zoològic de Tennōji o el Parc de Tennōji entre d'altres.

## Geografia

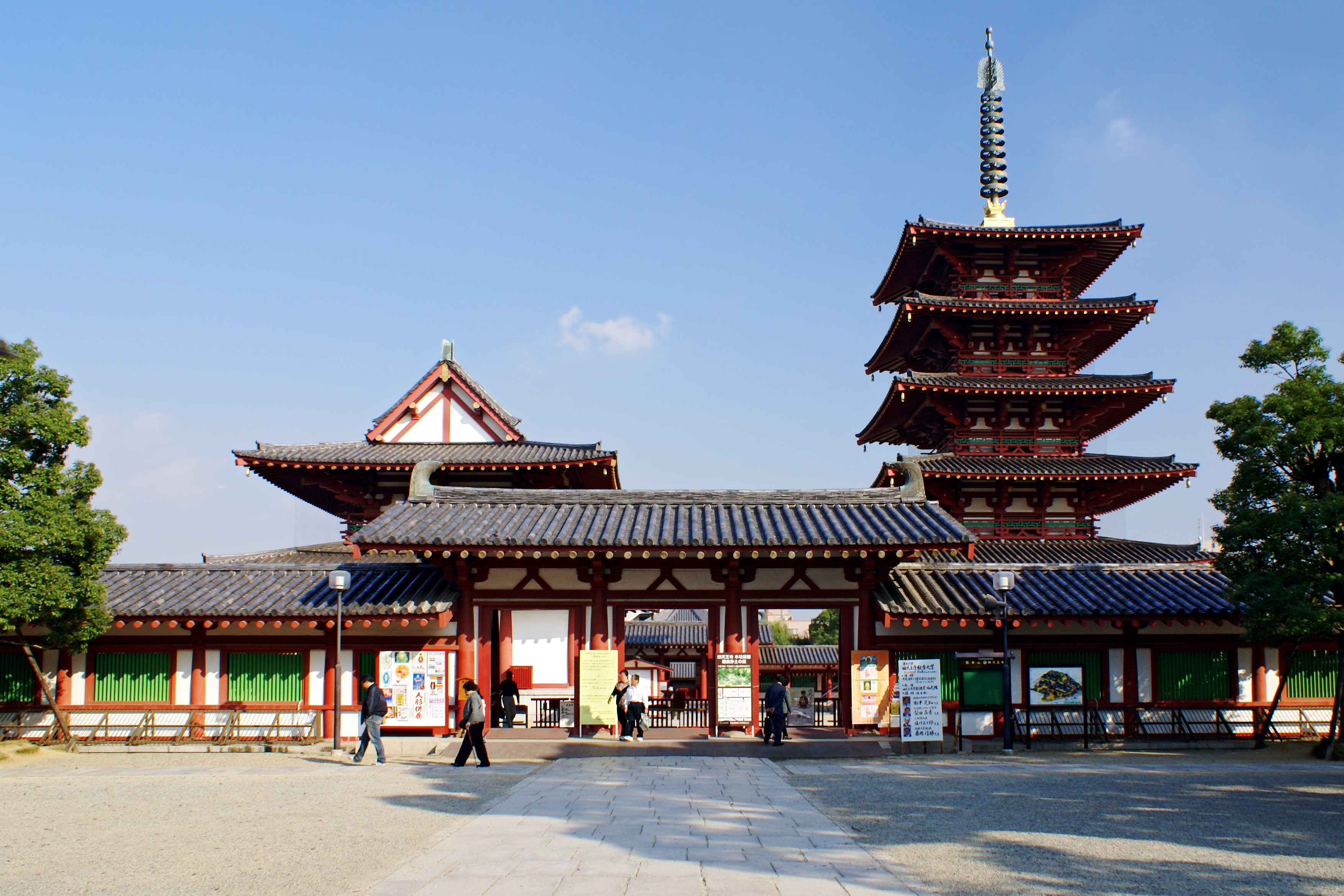
Shitennō-ji

El districte de Tennōji es troba al centre de la ciutat, cap a l'est i limita amb els districtes de Chūō al nord, amb Naniwa a l'oest, amb Nishinari i Abeno al sud i amb Higashinari i Ikuno a l'est.
L'Estació de Tennōji és, d'alguna manera, el centre neuràlgic del districte, trobant-se per la rodalia el districte comercial, amb tot tipus de botigues, restaurants, establiments d'entreteniment i botigues departamentals.

## Història

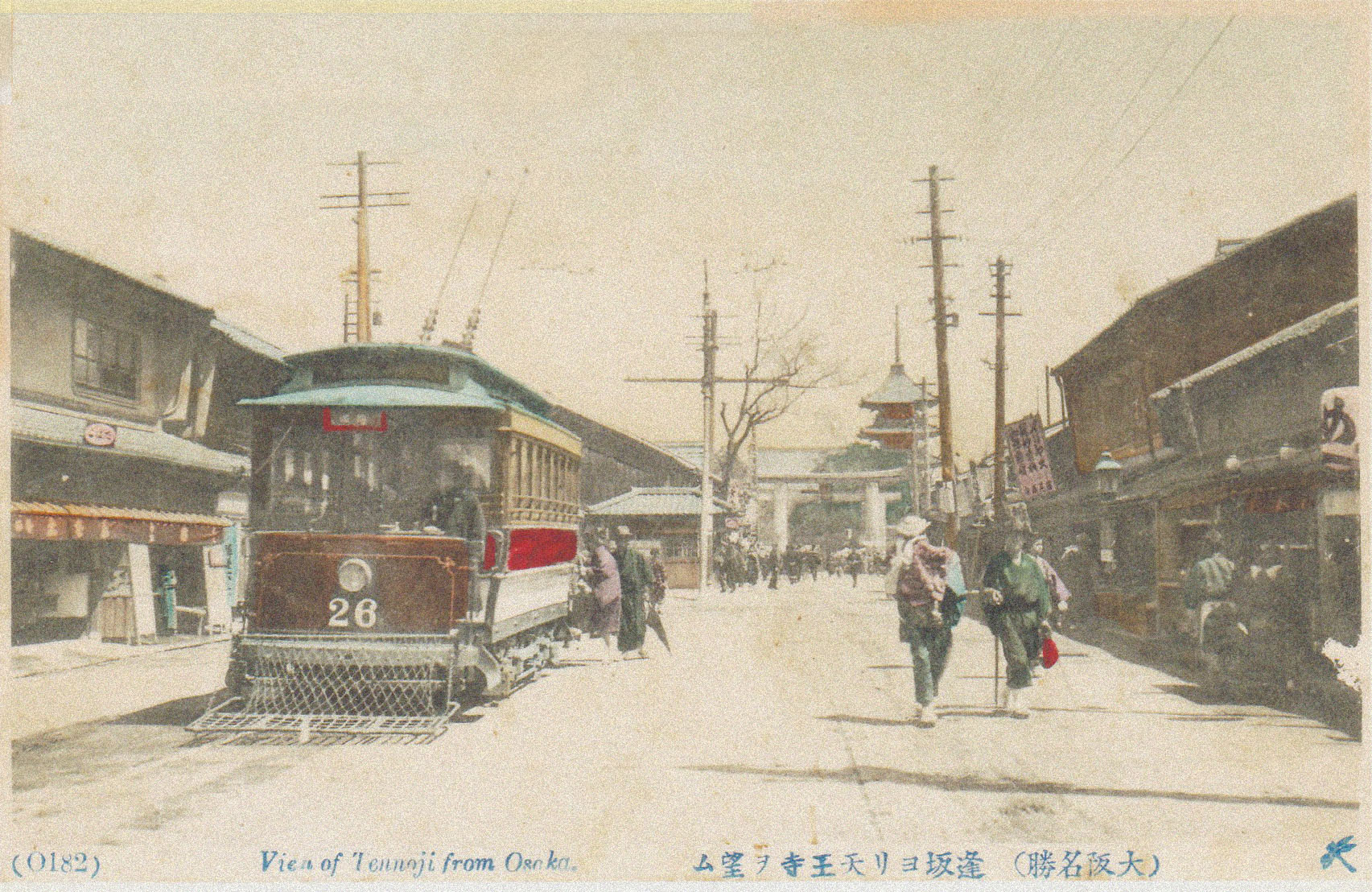
Tennōji al. Es pot vore de fons el temple

El nom del districte prové del nom d'un dels temples budistes que es troba a la zona i que és un dels més importants de la ciutat: el temple de Shitennō-ji o temple dels quatre reis celestials traduit al català.
Fins al 1925, el nom de Tennōji corresponia al d'un municipi que es trobava a part dels actuals districtes de Tennōji, Abeno, Ikuno, Naniwa i Nishinari. L'any 1925 es va dissoldre aquest municipi per passar a formar part de la ciutat d'Osaka.

## Demografia
Segons les dades, la població de Tennōji ha anat augmentant any rere any, patint sobretot una forta pujada durant la darrera dècada.
| 1995   | 2000   | 2005   | 2010   | 2015   |
| ------ | ------ | ------ | ------ | ------ |
| 55.611 | 58.812 | 64.137 | 69.775 | 75.729 |

La proximitat del barri coreà de Tsuruhashi, al districte d'Ikuno ha fet que la influència d'aquest s'haja reflectit en alguns negocis i part de la població de Tennōji.

## Transports

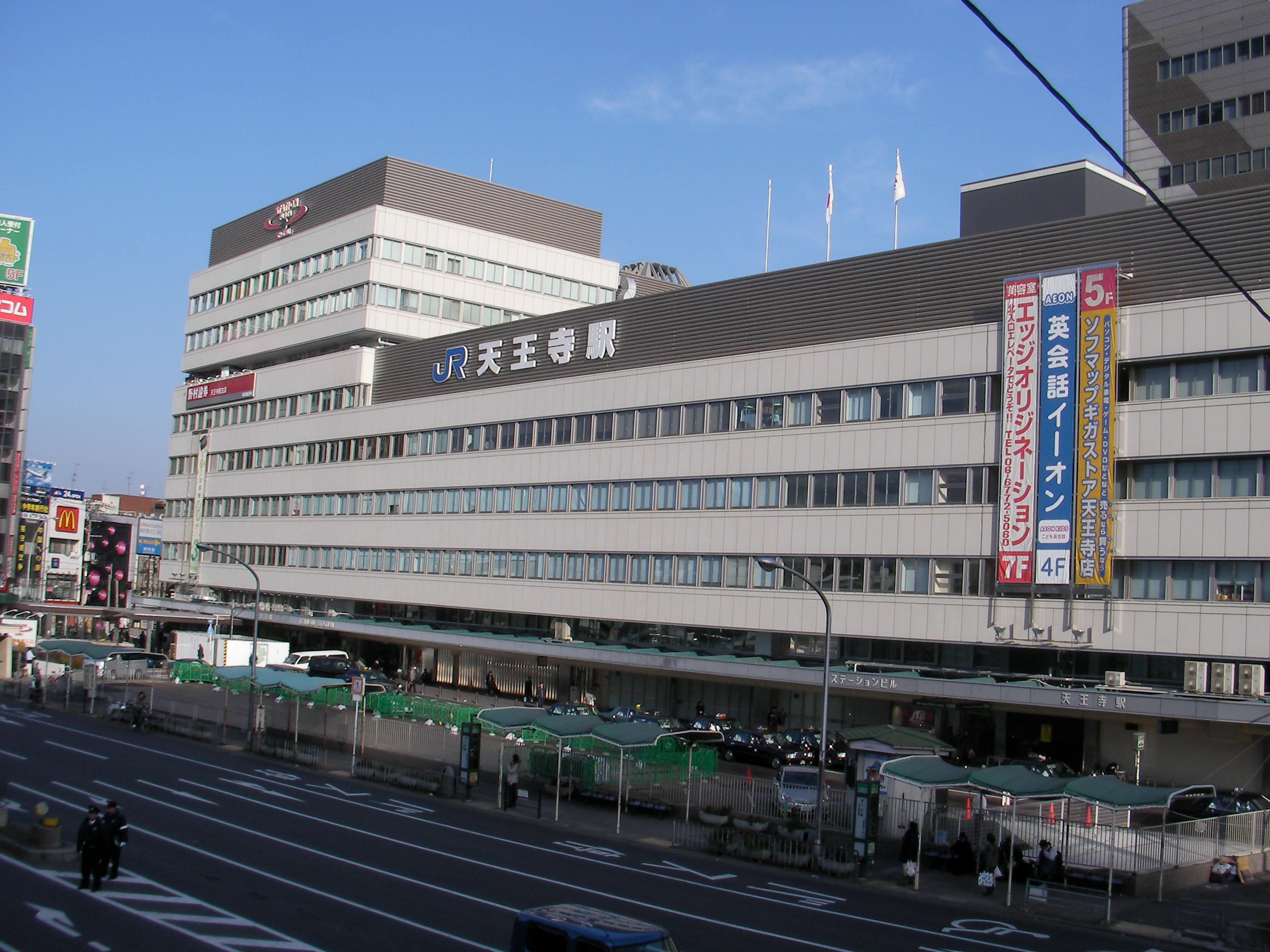
Estació de Tennōji (JR)

- Companyia de Ferrocarrils del Japó Occidental o JR West
- Ferrocarril Kintetsu
- Tramvia d'Osaka-Sakai
  - Estació de Tennōji-Eki-Mae (Tot i que es troba a Abeno està al costat de l'estació de Tennōji i en els limits amb Tennōji).
- Metro d'Osaka